# Azy-le-Vif
Azy-le-Vif là một xã của tỉnh Nièvre, thuộc vùng Bourgogne-Franche-Comté, miền trung nước Pháp.